# Jolanda
Jolanda je žensko osebno ime.

## Izvor imena
Izvor imena Jolanda doslej še ni zadovoljivo pojasnen. Eni raziskovalci domnevajo, da je ime nastalo iz francoskega imena Yolans, ki naj bi bila skrajšana oblika germanskih zloženih imen na -lind ali lindis v pomenu »(lipov) ščit, zavetje«, čemur bi ustrezalo starofrancosko -lans. Ime Yolans povezujejo z imenom Eutlind katerega prvi člen razlagajo iz nordijske besede jódh v pomenu »deček, fantič« ali z imenom Idislint katerega prvi člen povezujejo s starosaksonskim idis, oziroma starovisokonemškim itis v pomenu besede »ženska, devica«.

## Različice imena
- Jola, Jolan, Jolana, Jolanka, Jole, Jolica, Jolita
- klicna oblika imena: Jolka

## Tujejezične različice imena
- pri Angležih: Yolanda
- pri Čehih: Jolana
- pri Nemcih: Jolante
- pri Poljakih: Jolanta
- pri Slovakih: Jolana

## Pogostost imena
Po podatkih Statističnega urada Republike Slovenije je bilo na dan 31. decembra 2007 v Sloveniji število ženskih oseb z imenom Jolanda: 1.148. Med vsemi ženskimi imeni pa je ime Jolanda po pogostosti uporabe uvrščeno na 174. mesto.

## Osebni praznik
Jolanda je ime dveh svetnic. Prva je Jolanda ali Jolenta, devica in mučenka, ki goduje 17. januarja, druga pa je blažena Jolanda hči ogerskega kralja Bela IV., ki je umrla 11. junija 1298.

## Zanimivost
Jolanda (509 Iolanda) se imenuje tudi asteroid št. 509, ki ga je 28. april 1903 odkril astronom Max Wolf.